# Kondagaon (Distrikt)
Kondagaon ist ein Distrikt im indischen Bundesstaat Chhattisgarh.

## Lage
Der Distrikt liegt in der Südhälfte des Bundesstaats Chhattisgarh an der Grenze zum Bundesstaat Odisha. Er grenzt im Nordosten an den Distrikt Dhamtari, im Osten und an den Bundesstaat Odisha, im Südosten und Süden an den Distrikt Bastar, im Westen an den Distrikt Narayanpur sowie im Nordwesten und Norden an den Distrikt Kanker.

## Geschichte
Der Distrikt wurde am 1. Januar 2012 aus Teilen des Distrikts Bastar geschaffen. Er wurde aus den Tehsils Baderajpur, Farasgaon (Pharasgaon), Keskal (Keshkal), Kondagaon und Makdi gebildet.

## Bevölkerung
Nach der Volkszählung 2011 hat der Distrikt Kondagaon 578.824 Einwohner. Mit 75 Einwohnern pro Quadratkilometer ist der Distrikt recht dünn besiedelt. Der Distrikt ist ländlich geprägt. Von den 578.824 Bewohnern wohnen 520.841 Personen (89,98 %) auf dem Land und nur 57.983 Menschen in städtischen Gemeinden.
Der Distrikt Kondagaon gehört zu den Gebieten Indiens, die überwiegend von Angehörigen der „Stammesbevölkerung“ (scheduled tribes) besiedelt sind. Zu ihnen gehörten (2011) 411.001 Personen (71,01 Prozent der Distriktsbevölkerung). In allen fünf Tehsils stellen sie die Bevölkerungsmehrheit. Die Zahlen für die einzelnen Tehsils sind: Baderajpur (65.545 Menschen oder 76,61 %), Farasgaon (70.820 Personen oder 71,72 %), Keskal (Keshkal; 66.197 Personen oder 71,18 %), Kondagaon (130.940 Personen oder 64,89 %) und Makdi (77.499 Personen oder 77,72 %). Es gibt zudem 23.204 Dalits (scheduled castes) (4,01 Prozent der Distriktsbevölkerung) im Distrikt.

### Bevölkerungsentwicklung
Wie überall in Indien wächst die Einwohnerzahl im Distrikt Kondagaon seit Jahrzehnten stark an. Die Zunahme betrug in den Jahren 2001–2011 über 17 Prozent (17,79 %). In diesen zehn Jahren nahm die Bevölkerung um rund 87.000 Menschen zu. Die Entwicklung verdeutlicht folgende Tabelle:

### Bedeutende Orte
Im Distrikt gibt es insgesamt laut der Volkszählung 2011 vier Orte, die als Städte (towns und notified towns) gelten. Darunter sind mit Keskal (Keshkal) und Kondagaon zwei Orte, die mehr als 10.000 Einwohner zählen.

### Bevölkerung des Distrikts nach Geschlecht
Der Distrikt hatte 2011 – für Indien unüblich – mehr weibliche als männliche Einwohner. Allerdings war das Verhältnis beider Geschlechter viel ausgeglichener als in anderen Regionen Indiens. Von der gesamten Einwohnerschaft von 578.824 Personen waren 284.781 (49,20 Prozent der Bevölkerung) männlichen und 294.043 (50,80 Prozent der Bevölkerung) weiblichen Geschlechts. Bei den jüngsten Bewohnern (89.821 Personen unter 7 Jahren) sind 44.785 Personen (49,86 %) männlichen und 45.036 Personen (50,14 %) weiblichen Geschlechts.

### Bevölkerung des Distrikts nach Sprachen
Die Bevölkerung des Distrikts Kondagaon ist sprachlich zersplittert. Es sprechen nur 152.336 Personen (26,32 % der Bevölkerung) Hindi-Sprachen und -Dialekte. Meistgesprochene Sprache ist Halbi, eine indoarische Sprache. Diese stellt in den Tehsils Kondagaon (152.898 oder 75,77 %) und Makdi (53.090 oder 53,24 %) die Bevölkerungsmehrheit. Und ist nach Gondi im Tehsil Farasgaon (29.814 oder 30,19 %) zweitstärkste Sprache.
Die drawidische Sprache Gondi ist über den gesamten Distrikt gesehen zweitstärkste Sprache. Sie ist in den Tehsils Baderajpur (31.391 Personen oder 36,69 %), Farasgaon (46.011 Personen oder 46,59 %), Keskal (39.686 Personen oder 42,67 %) und Makdi (27.430 Personen oder 27,51 %) sehr stark vertreten. Im Tehsil Kondagaon gehören ihr 17.715 Personen oder 8,78 % der dortigen Bevölkerung an.
Drittstärkste Sprachgruppe ist Chhattisgarhi, das zu den Östlichen Hindi-Sprachen gehört. Im Tehsil Baderajpur bilden sie mit 48.569 Personen oder 56,77 % der Einwohnerschaft sogar die Bevölkerungsmehrheit. Auch in den beiden Tehsils Farasgaon (16.746 Personen oder 16,96 %) und Keskal (40.357 Personen oder 43,39 %) ist sie überdurchschnittlich vertreten. Khari Boli/Hindi hingegen erreicht nur in den Tehsils Keskal (5138 Personen oder 5,52 %) und Kondagaon (9996 Personen oder 4,94 %) einen nennenswerten Anteil. Mit Ausnahme von Bhatri (7531 Personen oder 7,55 %) im Distrikt Makdi sind alle weiteren Minderheitensprachen statistisch bedeutungslos.
Die weitverbreitetsten Sprachen zeigt die folgende Tabelle:
| Jahr                                   | Banjari | Banjari | Bengali | Bengali | Bhatri | Bhatri | Chhattisgarhi | Chhattisgarhi | Gondi   | Gondi | Halbi   | Halbi | Hindi  | Hindi | Total   | Total    |
| Jahr                                   | Zahl    | %       | Zahl    | %       | Zahl   | %      | Zahl          | %             | Zahl    | %     | Zahl    | %     | Zahl   | %     | Zahl    | %        |
| -------------------------------------- | ------- | ------- | ------- | ------- | ------ | ------ | ------------- | ------------- | ------- | ----- | ------- | ----- | ------ | ----- | ------- | -------- |
| 2011                                   | 1780    | 0,31    | 5435    | 0,93    | 8011   | 1,38   | 128.482       | 22,20         | 162.233 | 28,03 | 239.815 | 41,43 | 19.690 | 3,40  | 578.824 | 100,00 % |
| Quelle: Ergebnis der Volkszählung 2011 |         |         |         |         |        |        |               |               |         |       |         |       |        |       |         |          |

### Bevölkerung des Distrikts nach Bekenntnissen
Die Mehrzahl der Bewohner des Distrikts sind Anhänger des Hinduismus. Doch gibt es starke Minderheit von Anhängern der Rubrik Andere Religionen. Diese sind fast allesamt Anhänger von traditionellen Religionen unter den Adivasi. Sie machen 34.497 Personen (oder 40,32 % der dortigen Bevölkerung) im Distrikt Baderajpur, 17.392 Personen (oder 17,59 % der dortigen Bevölkerung) im Distrikt Farasgaon sowie 22.925 Personen (oder 24,65 % der dortigen Bevölkerung) im Distrikt Keskal (Keshkal) aus. In allen Tehsils spielen die Minderheitsreligionen statistisch keine Rolle. Nur im Distrikt Keskal (Keshkal) überschreitet eine Minderheitsreligion die Marke von 1 % (2346 Muslime = 2,32 % der Distriktsbevölkerung).
Die genaue religiöse Zusammensetzung der Bevölkerung zeigt folgende Tabelle:
| Jahr                                   | Buddhisten | Buddhisten | Christen | Christen | Hindus  | Hindus | Jainas | Jainas | Muslime | Muslime | Sikhs | Sikhs | Andere Religionen | Andere Religionen | keine Angaben | keine Angaben | Total   | Total    |
| Jahr                                   | Zahl       | %          | Zahl     | %        | Zahl    | %      | Zahl   | %      | Zahl    | %       | Zahl  | %     | Zahl              | %                 | Zahl          | %             | Zahl    | %        |
| -------------------------------------- | ---------- | ---------- | -------- | -------- | ------- | ------ | ------ | ------ | ------- | ------- | ----- | ----- | ----------------- | ----------------- | ------------- | ------------- | ------- | -------- |
| 2011                                   | 544        | 0,09       | 1364     | 0,24     | 486.004 | 83,96  | 1052   | 0,18   | 4297    | 0,74    | 406   | 0,07  | 84.417            | 14,58             | 740           | 0,13          | 578.824 | 100,00 % |
| Quelle: Ergebnis der Volkszählung 2011 |            |            |          |          |         |        |        |        |         |         |       |       |                   |                   |               |               |         |          |

## Bildung
Dank bedeutender Anstrengungen steigt die Alphabetisierung. Sie ist dennoch noch weit weg vom Ziel der kompletten Alphabetisierung. Typisch für indische Verhältnisse sind die starken Unterschiede zwischen Stadt und Land sowie den Geschlechtern. Sechs von sieben Männern in den Städten können lesen und schreiben – aber nur drei von sieben Frauen auf dem Land.
| Alphabetisierung im Distrikt Kondagaon |                   |                   |
| Einheit                                | Volkszählung 2011 | Volkszählung 2011 |
| Einheit                                | Anzahl            | Anteil            |
| GESAMT                                 | 274.859           | 56,21 %           |
| Männer                                 | 161.879           | 67,45 %           |
| Frauen                                 | 112.980           | 45,37 %           |
| STADT GESAMT                           | 39.757            | 77,68 %           |
| Stadt-Männer                           | 21.924            | 86,09 %           |
| Stadt-Frauen                           | 17.833            | 69,35 %           |
| LAND GESAMT                            | 235.102           | 53,70 %           |
| Land-Männer                            | 139.955           | 65,24 %           |
| Land-Frauen                            | 95.147            | 42,61 %           |
| Quelle: Ergebnis der Volkszählung 2011 |                   |                   |

## Verwaltungsgliederung
Der Distrikt war bei der letzten Volkszählung 2011 in die fünf Tehsils (Talukas) Baderajpur, Farasgaon (Pharasgaon), Keskal (Keshkal), Kondagaon und Makdi aufgeteilt und gehörte damals noch zum Distrikt Bastar in der Division Bastar.